# Molophilus (Molophilus) abortivus
Molophilus (Molophilus) abortivus is een tweevleugelige uit de familie steltmuggen (Limoniidae). De soort komt voor in het Australaziatisch gebied.